# Honor
Honor je ženské i mužské křestní jméno. Pochází z latiny a vykládá se jako čest(ný), úcta. Podle staršího kalendáře slaví svátek dne 8. ledna a podle francouzského kalendáře slaví 16. května.
Čínská firma Huawei používá název Honor jako značku pro některé své elektronické výrobky, nejčastěji smartphony.

## Známé nositelky
- Honor Blackman, britská herečka
- Honor Harrington, fiktivní postava z knih Davida Webera
- Honor Marie Warren, dcera herečky Jessicy Alby